# Wormwiel

Worm (boven) en wormwiel

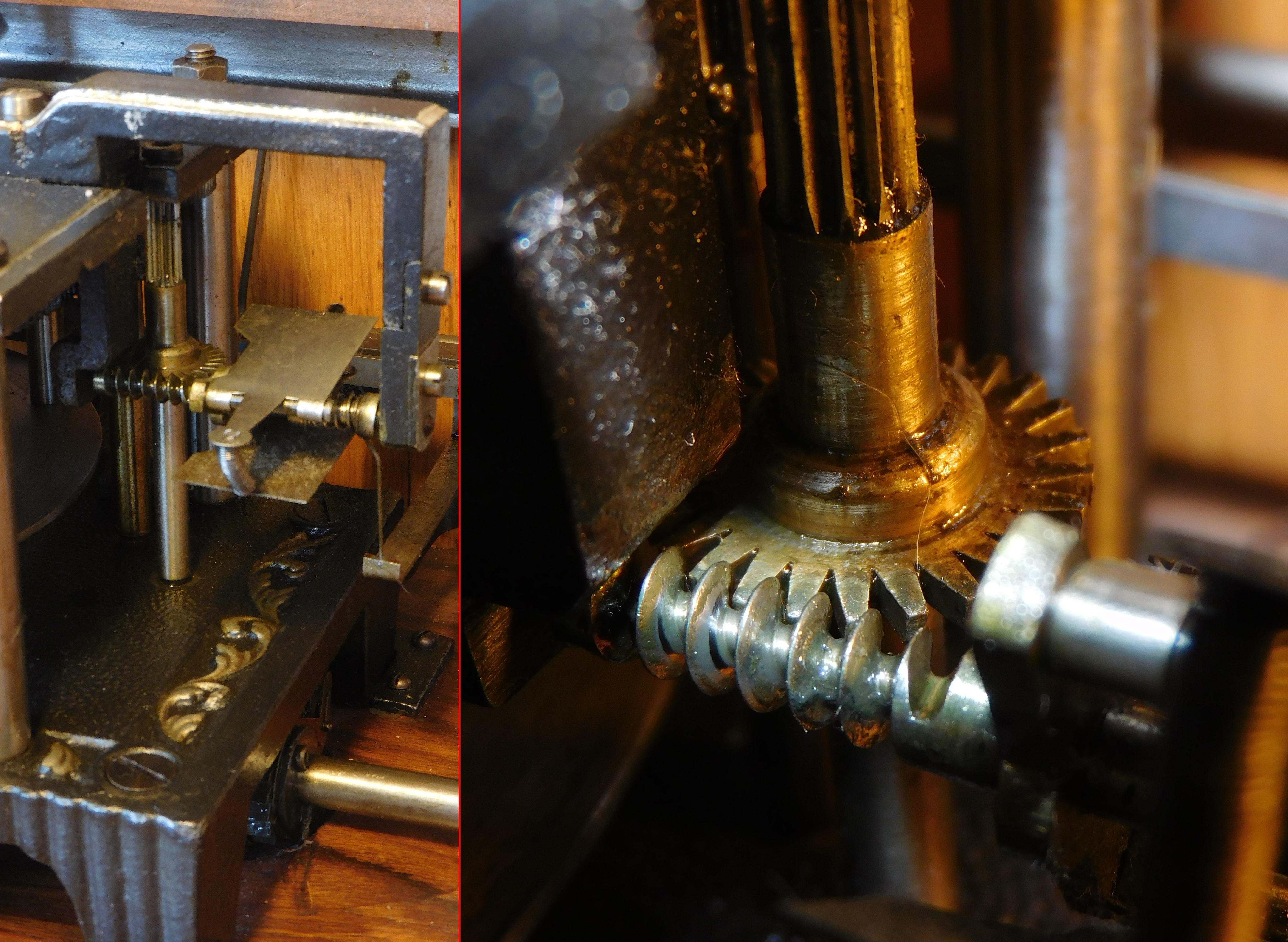
Overbrenging met aangedreven wormwiel (Muziekdoos Polyphon)

Een worm en wormwiel zijn twee tandwielen waarvan de richting van de as van de een loodrecht staat op de richting van de as van de ander.
Het wormwiel lijkt op een normaal tandwiel. De worm lijkt echter meer op een schroef: op het oppervlak bevinden zich één of meer spiraalvormige tanden.
Wordt de worm aangedreven, wat meestal het geval is, dan zal het wormwiel traag draaien. Dit gebeurt met een hoog koppel. Afhankelijk van de verhouding spiralen/tanden en het rendement van de overbrenging heeft een wormoverbrenging een zelfremmend vermogen: de worm kan wel het wormwiel aandrijven, andersom is moeilijker.
Wordt een dergelijk systeem bijvoorbeeld gebruikt bij garagepoorten, waarbij de motor verbonden is met de worm, en de poort met het wormwiel, dan zal de poort niet naar beneden gaan wanneer de motor uitslaat.
Een dergelijk systeem heeft een laag rendement (ongeveer 50%). Bij de duurdere industriële wormoverbrengingen kan het rendement echter hoger dan 95% zijn.
Het aangedreven wiel komt wel voor bij de aandrijving van windvleugels o.a. in torenuurwerken en speeldozen.
Bij snaarinstrumenten (contrabas, elektrische gitaar en akoestische gitaar) wordt dit systeem veel gebruikt in het stemmechaniek.

## Afbeeldingen

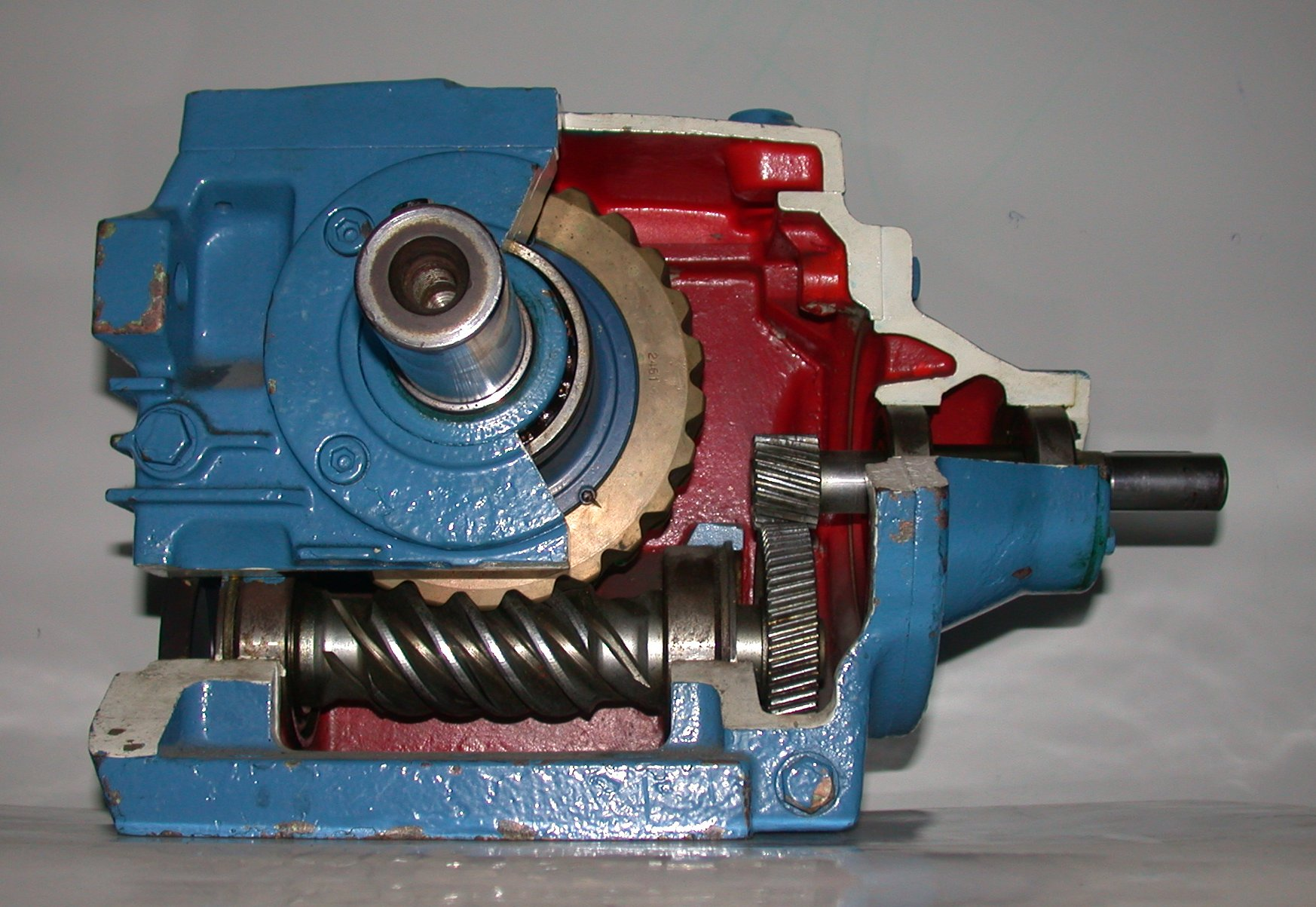
Worm en wormwiel
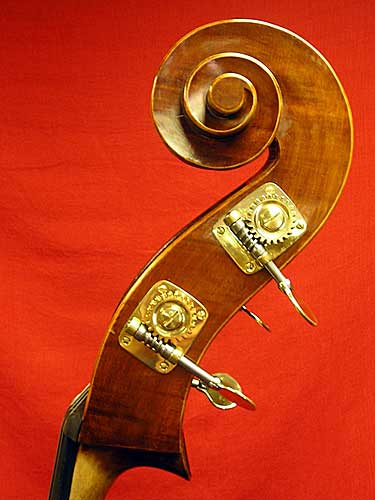
Stemmechaniek van een contrabas
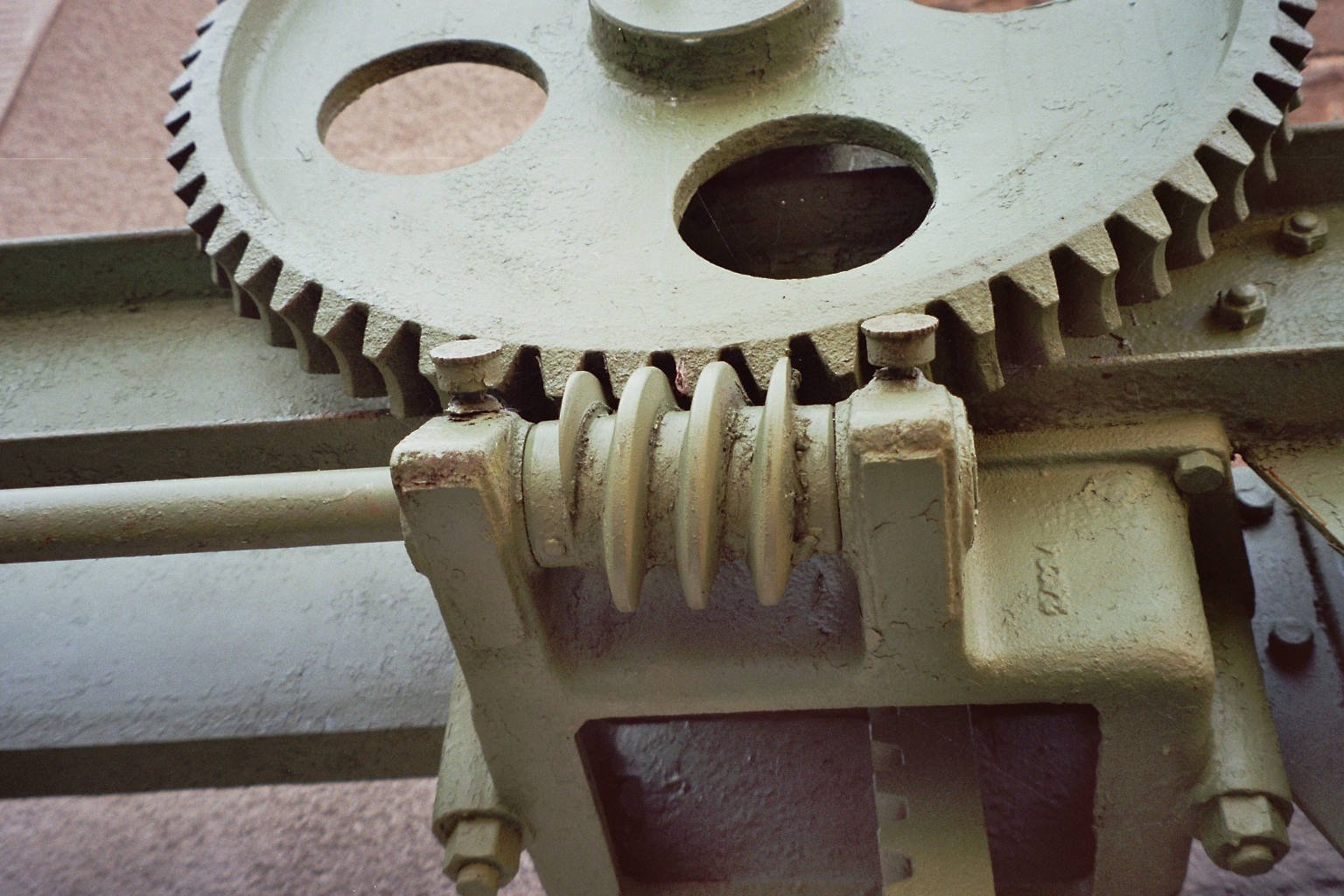
Gebruik bij een garagedeur
- Overbrenging met aangedreven wormwiel (film)